# Tuffi ai XVI Giochi panamericani - Piattaforma 10 metri sincro femminile
Il concorso dei tuffi dalla piattaforma 10 metri sincro femminile dei XVI Giochi panamericani si è svolto il 27 ottobre 2011 presso il Scotiabank Aquatics Center di Guadalajara in Messico.

## Programma
| Data            | Ora           | Evento |
| --------------- | ------------- | ------ |
| 27 ottobre 2011 | 19:30 (UTC-5) | Finale |

## Risultati
| Class   | Atleti                           | Nazione     | Punti  |
| ------- | -------------------------------- | ----------- | ------ |
| Oro     | Paola Espinosa Tatiana Ortiz     | Messico     | 326.31 |
| Argento | Meaghan Benfeito Roseline Filion | Canada      | 318.66 |
| Bronzo  | Yaima Mena Annia Rivera          | Cuba        | 269.28 |
| 4       | Amelia Cozad Amy Korthauer       | Stati Uniti | 257.16 |
| 5       | María Betancourt Lisette Ramirez | Venezuela   | 229.86 |
| 6       | Natali Cruz Andressa Mendes      | Brasile     | 226.71 |